# Брешко-Брешковский, Николай Николаевич
Никола́й Никола́евич Бре́шко-Брешко́вский (8 [20] февраля 1874 или 20 февраля 1874, Санкт-Петербург — 24 августа 1943 или 23 августа 1943, Берлин) — русский писатель, журналист, художественный критик, сценарист и режиссёр.

## Биография
Сын «бабушки русской революции» Екатерины Константиновны Брешко-Брешковской; из-за ареста и ссылки матери с десяти лет воспитывался в семье своего дяди Василия Константиновича Вериго в Заславе на Волыни. По окончании Ровенского реального училища (1893) жил в Санкт-Петербурге, где быстро стал известным беллетристом. В Первую Мировую войну военный корреспондент.
После 1920 года эмигрировал. Обосновавшись в Варшаве, выступал в периодике и выпустил несколько политических романов. В 1920-е—1930-е вышло свыше тридцати польских переводов его романов и книг очерков.
В 1927 году по требованию властей покинул страну в связи с аллюзиями на события в Польше (в частности, на майский переворот 1926 года), обнаруженными в его романе «Кровавый май» (действие романа разворачивается в латиноамериканской стране). Жил в Париже. Сотрудничал в эмигрантской печати и во французских газетах.
Во время Второй мировой войны в Берлине служил в геббельсовском министерстве пропаганды. Печатался в газете «Новое слово».
Погиб во время бомбардировки Берлина британской авиацией в ночь на 24 августа 1943 года.

## Творчество
Дебютировал в печати рассказом в журнале «Живописное обозрение» в 1896 году. Рассказы, повести, статьи о спорте и моде, этюды о русских художниках публиковал в «Живописном обозрении», «Наблюдателе», «Биржевых ведомостях», «Русском слове», «Новом слове», «Петербургской газете», «Голосе Москвы», «Звезде», «Ниве», «Огоньке», «Синем Журнале» и других газетах и журналах.
Издал сборники «„По течению“ и другие рассказы» (1900), «Повести и рассказы» (1901), авантюрные и исторические романы и повести «Гайдамаки» (1901), «Мазепа и запорожцы» (1901), романы о жизни борцов «Чемпион мира» и «Гладиаторы наших дней» (1908), «Чухонский бог» (1910), романы об изнанке светской жизни «Записки проходимца» (1901), «Записки натурщицы» (1909), «В потёмках жизни» (1914), также романы о войне в Сербии «Танцовщица Лилиас» и «Дочь Иностранного легиона» (1916), о распутинщине «Позор династии» (1917) и многие другие.
Один из родоначальников русского шпионского детектива («Гадины тыла», 1915; «Ремесло Сатаны», 1916; «В сетях предательств», 1916). Кроме того, выпустил книги «Владимир Егорович Маковский и его художественная деятельность» (1902), «В царстве красок» (1903), «Русский художник Василий Васильевич Верещагин» (1904), «Русский музей императора Александра III» (1903), «Русские художники в портретах и биографиях», «Карнавал смерти. Итальянские легенды и рассказы» (1908) и многие другие.
Брешко-Брешковскому первому удаётся создать первообраз современного сценария в фильме «Борец под чёрной маской» (1913, утрачен) про цирковую борьбу в России, по сюжету которого бывший кузнец, а теперь борец Вернигора, решает отомстить за обманутую сестру Варю своему сопернику Кастаньяро, который на ковре выступает в чёрной маске. Фильм имел крупный успех благодаря своим трюкам.
По его сценарию 25 апреля 1917 года киевское киноателье «Светотень» и торговый дом «Creo» выпустили драму «Вера Чибиряк», воспроизводящую историю убийства Андрея Ющинского в Киеве и судебный процесс Менделя Бейлиса.
В эмиграции продолжал сотрудничать с рассчитанными на массового читателя иллюстрированными журналами («Иллюстрированная Россия» в Париже, «Для Вас» в Риге) и писать романы, издавать книги очерков. Пользовался псевдонимами Мата д’Ор, Старый петербуржец, Василий Верига, Николай Белый, Фраскуэлло и другими. Опубликовал в эмиграции свыше тридцати романов.
В 1941 г. переехал в Берлин, числился сотрудником нацистского Министерства пропаганды, писал статьи для газеты «Новое слово». Погиб во время бомбардировки Берлина британской авиацией в ночь на 24 августа 1943 года.

## Фильмография
- 1911 — Игнат Подкова (автор сценария)
- 1913 — Борец под чёрной маской (автор сценария, актёр, сорежиссёр В. Гельгардта)[9]
- 1913 — Жакомино жестоко наказан (актёр)
- 1913 — Роман русской балерины (автор сценария)
- 1914 — Графиня-шпионка, или австрийская авантюра (автор сценария)
- 1914 — Петля смерти (автор сценария, актёр)
- 1915 — В сетях германского шпионажа (автор сценария)
- 1915 — Наказанный любовник (актёр)
- 1915 — Приключения атлета Костаньяро (автор сценария)
- 1917 — Люди знойных страстей (автор сценария, по собственному роману)
- 1917 — Вера Чибиряк (автор сценария, режиссёр)

## Избраная библиография
- «Записки проходимца» : (Прерв. роман); «На Десне» : Путевой зигзаг; [Хохот : Стихотворение в прозе]. — Санкт-Петербург : А. И. Тарвид, 1901. — 217, [2] с.
- Мазепа и запорожцы : Ист. роман. — Санкт-Петербург : А. И. Осипов, 1901 (обл. 1902). — 124 с.
- В царстве красок : Повести и рассказы. — Санкт-Петербург : тип. Спб. т-ва «Труд», 1903. — V, [3], 362, [1] с.
- Опереточные тайны : Роман. — Санкт-Петербург : А. К. Касаткин, ценз. 1904. — 141 с.
- Петрусь Мартынюк : Повесть : С 4 рис. — Санкт-Петербург ; Москва : т-во М. О. Вольф, ценз. 1904 (тип. т-ва М. О. Вольф в Спб.). — [4], 36 с., 1 л. фронт. (ил.), 3 л. ил.
- Чухонский бог: роман из жизни борцов и атлетов. — Киев: Типография Первой Киевской Артели Печатного Дела, 1910. — 134 с. — (Библиотека 'Гонг', № 21-21)
- В когтях германских шпионов : Роман. — Петроград : тип. т-ва «Обществ. польза», 1915. — [2], 260, [1] с.
- В сетях предательства : Роман. — Петроград : Лукоморье, 1915. — 168 с.
- Шпионы и герои : Роман. — Петроград ; Москва : Освобождение, 1915 (тип. т-ва «Грамотность» в Пг.). — 186, [1] с.
- Шпионы и солдаты : [Рассказы]. — Петроград : Рубикон, 1915. — 186 с.
- Кровь Гогенцоллернов : [Рассказы]. — 2-е изд. 6-я, 7-я и 8-я тыс. — Петроград : Петрогр. кн-во, 1916.
- Предатели : Современный роман в 3 ч. — 3-е изд., 8-я-13-я тыс. — Петроград : тип. «Виктория», 1916. — [2], 247 с.
- Танцовщица Лилиас : Роман. — Петроград : Петрогр. кн-во, 1916. — 132 с.
- Ремесло сатаны : Соврем. злободнев. роман в 3 ч. — Петроград : Петрогр. кн-во, 1916. — 296 с.
- Ряса и кровь : Роман. — Варшава : Ред. «Воскрес. чтение», 1925. — 195, [1] с. : ил.
- На золотом троне : Роман : В 3 ч. — Белград : Святослав, 1925. — 351 с.
- Сбежавший каторжник : Роман. — Рига : Издательство М. Дидковского, [1926]. — 152 с.
- Побежденные победители : Роман в 3 ч. — Берлин : Град Китеж, 1926. — 264 с.
- В огне страстей : Совр. экзотический роман. — Рига : О. Д. Строк, 1927. — 189 с.
- Ночи Варшавы : Роман. — Рига : Литература, 1927. — 243 с. : портр. — (Наша библиотека ; Т. 14).
- Голубой мундир : Роман в 2-я частях. — Рига : Издательство М. Дидковского, 1930. — 200 с.
- Борьба титанов : Роман. — Издательство М. Дидковского, 1933. — 120 с.
- Роман княгини Светик : Роман. — Издательство М. Дидковского, 1933. — 104 с.
- Стависский — король чеков : Роман из соврем. жизни. — Париж : Б. и., 1934. — 159 с.
- Кровавые паяцы. — Шанхай : Слово, 1939. — 323 с.